# 헝가리 민요
다음은 헝가리 민요에 대한 설명이다.

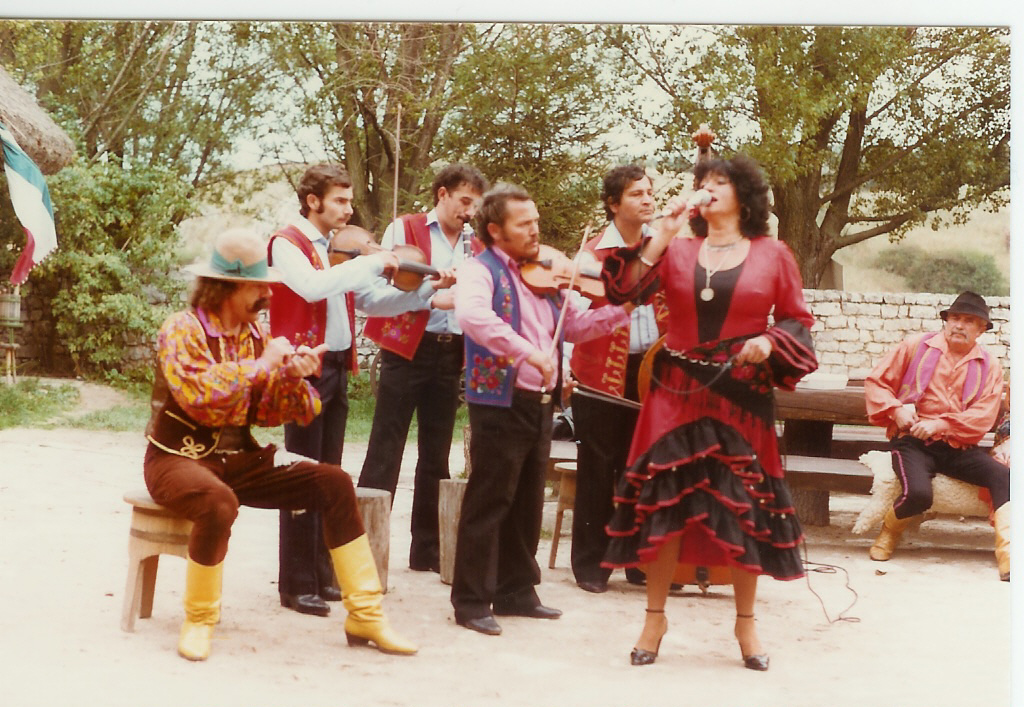

헝가리는 지난 날에는 위대한 영광을 자랑했던 나라이지만, 300년 전경 터키인에게 점령되었고, 이어서 오스트리아에 병합된 일이 있다. 그 때문에 정치적인 불안과 문화적인 혼란으로 이 나라는 진통을 겪었다. 그럼에도 불구하고 이 나라의 민족음악은 많은 음악가의 주목을 끈다. <헝가리 광시곡>을 작곡한 리스트, <헝가리 춤곡>을 작곡한 브람스 등이 바로 그것이다. 그러나 리스트나 브람스가 인용한 것은 헝가리 집시의 음악이며 본래의 헝가리 민요는 아니었다. 헝가리 민요가 큰 각광을 받게 한 사람은 바르토크와 코다이였다.   베라 바르토크(1881-1945)가 순수한 헝가리 민요에 흥미를 갖기 시작한 것은 1905년의 일이다. 그는 부다페스트의 음악학교에서 피아노 교수를 하는 한편 틈만 나면 지방 농민과 접촉하여 민요와 민악의 채보(採譜)를 계속했다. 이 작업은 1914년까지 계속되었는데, 조르단 코다이(1882-1967)의 협력으로 두 사람이 채보한 헝가리 민요는 6000곡에 달하였다. 그러나 바르토크의 민요 탐구의 손은 더욱 뻗어 체코슬로바키아로부터 루마니아에까지 이르렀다.  본래 순수한 헝가리 민요란 집시의 것이 아니고 토착화된 마자르인의 것이었다. 그것은 루마니아, 불가리아, 세르비아, 알바니아 음악과 함께 헝가리 음악의 일부를 이루는 것으로서, 독일음악과도 다르며 슬라브 음악과도 다른 것이었다. 바르토크가 수집한 헝가리나 루마니아 민요는 그것이 소재가 되어 실내악곡 같은 작곡이 됐다. 그러나 헝가리 민요가 옛날 모습대로 우리에게 노래된 일은 아직 없다.